# Clavecin à pédale
Le clavecin à pédale ou clavecin-pédalier est un instrument quelque peu mythique car seules des descriptions littéraires nous en sont parvenues ; il n'en subsiste aucun exemplaire ancien.
Avant l'invention de la soufflerie électrique, la production du vent dans les orgues nécessitait la présence de personnel chargé d'actionner les soufflets. L'organiste devait donc pouvoir disposer d'un clavecin ou d'un clavicorde muni de pédalier afin de s'exercer sans dépense de salaire.

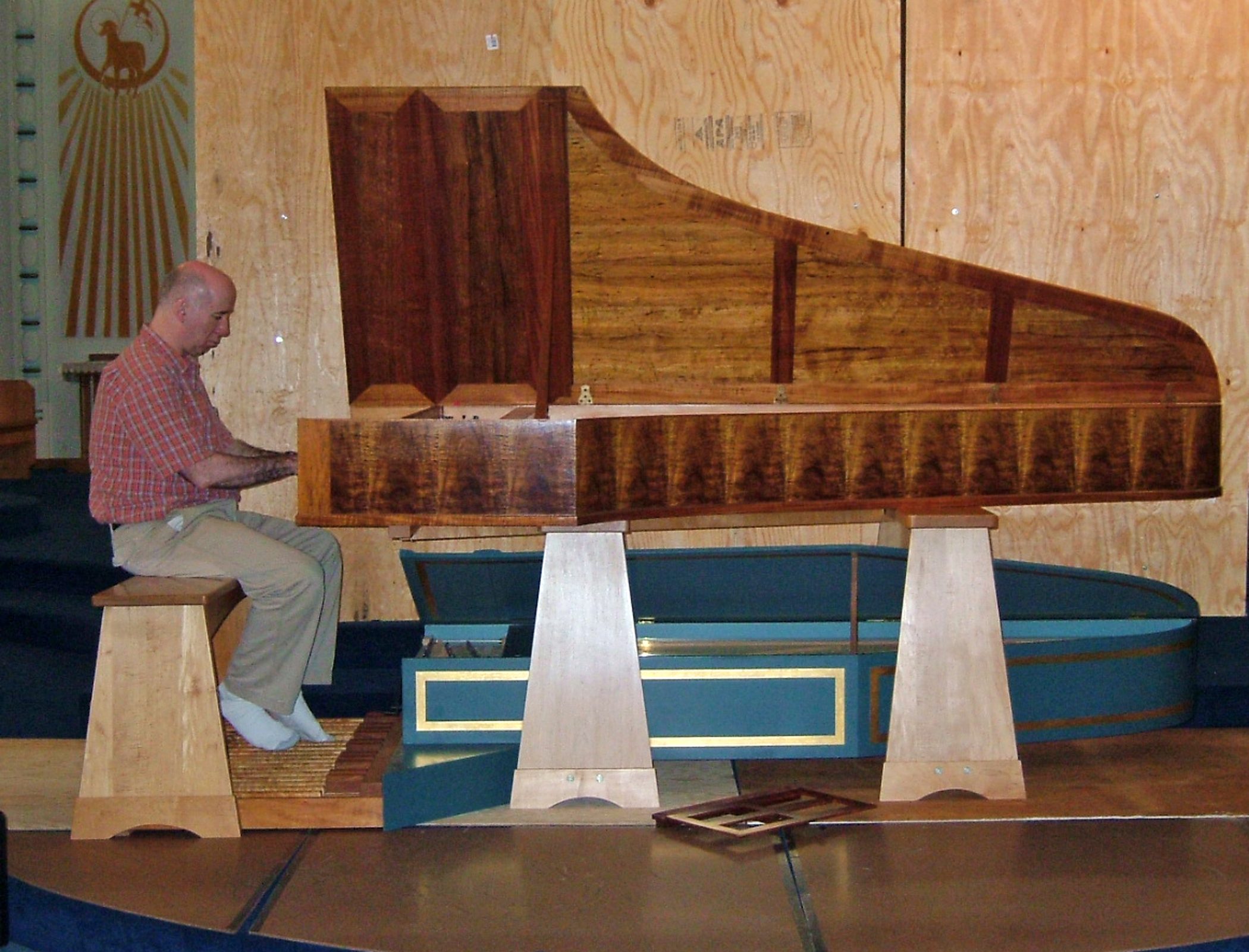
Clavecin Alastair McAllister, Melbourne, 1999, et un rare pédalier par Hubbard & Broekman, Boston, 1990

Il existait deux types de clavecin-pédalier :
1. le plus simple consistait en un clavecin sous lequel était ajouté un pédalier pouvant actionner les touches du clavier par l'intermédiaire de cordes (dispositif comparable à la tirasse de l'orgue) ;
2. le plus complexe se présentait sous la forme d'un clavecin manuel posé sur une sorte d'estrade qui était elle-même un clavecin, avec caisse, table d'harmonie et pédalier faisant office de clavier.

Des reconstitutions hypothétiques de ces instruments sont fabriquées par certains facteurs.